# Budoucí budoucnost
Budoucí budoucnost (v anglickém originále Days of Future Future) je 18. díl 25. řady (celkem 548.) amerického animovaného seriálu Simpsonovi. Scénář napsal J. Stewart Burns a díl režíroval Bob Anderson. V USA měl premiéru dne 13. dubna 2014 na stanici Fox Broadcasting Company a v Česku byl poprvé vysílán 1. ledna 2015 na stanici Prima Cool.

## Děj
Marge se probudí a najde Homera na kuchyňském stole jen ve spodním prádle a dá mu radu ohledně jeho zdraví. Když už se zdá, že si Homer bere Margina slova k srdci, vypochoduje do prvního patra, aby své ženě řekl, že bude brát své zdraví vážně, ale spadne při tom ze schodů a zemře. Na jeho pohřbu profesor Frink oznámí, že vytvořil Homerův klon, a Marge Homera varuje, aby tuto druhou šanci bral vážně. Po 30 letech, kdy klony umírají, nemůže Frink Homera oživit, ale uložil jeho paměť na flash disk, který připojí k televizní obrazovce. Když Marge zjistí, že její manžel je jen tváří na obrazovce, má ho plné zuby a dá flash disk Bartovi, aby u něj Homer mohl bydlet, dokud nepřijde na způsob, jak si na něj zvyknout v jeho současné podobě. 
Bart ukáže Homerovi své nové působiště, opuštěnou třídu na Springfieldské základní škole. Jakmile zamračený Bart pošle své dva syny do domu své bývalé ženy Jendy, potřebuje teď radu víc než kdy jindy, ale Homerovi není pomoci, když zamrzne monitor. Bart pracuje v zábavním parku s dinosaury a naříká, že se mu stýská po dětech. Jinde v Lízině zombie polévkárně je její manžel Milhouse napaden zombie. Bart, jenž se nedokáže přenést přes svou bývalou, vidí cílený billboard, který mu říká, aby se přenesl přes šokovou terapii, jež ho donutí zapomenout. Po zákroku Bart navštíví Marge, která tvrdí, že jí Homer tolik nechybí, ale při pokusu o navázání rozhovoru mezi ní a Homerem vidí, že jí Homer chybí. 
Homer se vrátí do normálu, když se Bart začne vracet na seznamovací scénu a spí s jednou ženou za druhou, včetně Líziny bývalé učitelky, slečny Hooverové. V Bartově bytě dostane Homer novou chuť do života v těle robota. Barta navštíví jeho synové a požádají ho, aby pomohl Jendě s jejími depresemi. Ta se objeví v slzách a vypráví Bartovi, že poté, co koupila Jerrymu, svému mimozemskému příteli, vylučovací nádrž, ponížil ji a rozešel se s ní kvůli jiné. Bart ji utěšuje zmínkou, že se snaží dát svůj život do pořádku a její pláč mu připomíná, co ztratil. Jenda je ohromena Bartovou nově nabytou dospělostí a pozve ho na večeři. Ta se vydaří a oba se rozhodnou svůj vztah znovu urovnat. Později však oba upadnou do svých špatných návyků, kdy se jeden druhému nevěnují a které zničily jejich manželství poprvé, a začnou si být nejistí, zda mají pokračovat v řešení vztahů. Mezitím Lízu a zombie Milhouse napadnou rváči a Líze se vlastně zdá přitažlivé, že je Milhouse zahání. Nechce ho vyléčit a je pronásledována doktorem Dlahou, kterému se její rozhodnutí nelíbí. 
Bart a Líza jdou oba k Vočkovi řešit své manželské problémy, kde jim Marge řekne, aby ve vztazích vydrželi. Poté se zabije elektrickým proudem, aby mohla žít ve flash disku s Homerem. Milhouse je vyléčen a Bart se od Jendy odstěhuje, přičemž zjistí, že se opět začala scházet s Jerrym. 
Bart se pak znovu ocitne v terapeutickém křesle a dozví se, že to, co zažil, byl jen nervový implantát. Bart a Líza navštíví Marge a zjistí, že se s Homerem konečně dali dohromady a ona mu dala nové robotické tělo a osobnost. Bart Líze doporučí, aby se zkusila přestěhovat, pokud to s ní a Milhousem nevyjde, ale Líza upozorní, že Milhouse je stále zombie a neexistuje na to žádný lék a vidí Spasitele (který je nyní křížencem jeho a rodinné kočky Sněhulky), jak mluví.

## Přijetí
Dennis Perkins z The A.V. Clubu dal dílu hodnocení C: „Po dnešním pokračování Budoucí budoucnosti, kde se Burns vrací do, zdá se, nevyhnutelné sci-fi budoucnosti seriálu a ještě více omezuje svět seriálu, je to se Simpsonovými ještě horší. Budoucí budoucnost, která ztrácí velkou část srdce svého předchůdce ve prospěch nedomyšlených a rozporuplných charakterových oblouků, jimiž poslední, roztříštění Simpsonovi prosluli, odhaluje seriál, který je ochotný okleštit to, čím by ještě mohl být. Místo toho se zdá, že tento svět Simpsonových z budoucnosti je jen hřištěm, na kterém scenáristé využili všechny vtipy z Futuramy, které jim zbyly.“.
Tony Sokol z Den of Geek udělil epizodě 4 hvězdičky z 5: „Simpsonovská Budoucí budoucnost se směje každé 2,5 vteřiny, což umožňuje odpor větru. Velmi důstojný vstup do seriálu, který bude jednou ještě delší dobu nejdelším seriálem, který kdy chodil pomalu po schodech. Naprosto miluju Jerryho, nového milence Bartovy budoucí exmanželky, který se brzy stane bývalým mimozemšťanem. Nelsonova máma se musí ještě v 87 letech svlékat, protože už není na důchod. Dokonce i s 99 demokraty v Senátu, protože republikán stále ví, jak dosáhnout toho, aby bylo po jeho. Novým policejním šéfem bude samozřejmě Ralph Wiggum, to je přece čipera ze starého policajta. Spasitel má nepřirozený vývoj, o kterém Kosmo neučí.“.
Teresa Lopezová z TV Fanatic udělila dílu rovněž čtyři hvězdičky z pěti: „Vždycky mám ráda epizody Simpsonových, které ukazují možnou budoucnost Barta, Lízy, Maggie, Homera a Marge. A tento týden nebyl výjimkou. I když díly o budoucnosti nejsou technicky vzato kánonem (vždyť kdo může říct, co se v jejich budoucnosti opravdu stane?), líbilo se mi, že se tento díl pokusil o určitou kontinuitu.“.
Epizoda získala rating 1,7 a sledovalo ji celkem 3,64 milionu lidí, což z ní dělá druhý nejsledovanější pořad bloku Animation Domination.